# Polifiletisme

El grup d'animals de sang calenta considerat un temps com polifilètic

El polifiletisme (del grec πολύς, «polús, molt») i φῦλον «phûlon, raça, tribu»."moltes races") és la condició filogènica d'un conjunt d'organismes que han estat situats en una mateixa agrupació però no comparteixen un avantpassat comú immediat.
Un grup polifilètic està constituït per la unió artificial de branques disperses de l'arbre evolutiu. Es deuen a errors en la interpretació del parentiu, el criteri que s'empra per a la classificació dels éssers vius. S'expliquen per la presència de caràcters comuns adquirits de manera independent, a conseqüència de fenòmens evolutius com la convergència o el paral·lelisme.
Un exemple de grups polifilètics són les algues, els esporozous i els insectívors. Els grups polifilètics són universalment rebutjats en les classificacions modernes, tot i que per inèrcia se segueixen emprant en obres divulgatives i fins i tot llibres de text.
Un altre exemple, seria el grup dels animals de sang calenta, ja que conté tant les aus com els mamífers, però atès que el seu darrer ancestre era de sang freda, aquest queda exclòs del grup i, per tant, l'agrupació no és monofilètica. Els grups polifilètics haurien sigut una mena de «calaixos de sastre» on van a parar tot un seguit de grups amb característiques semblants, però sense relacions filogenètiques directes.